# Total Combat Wrestling
La Total Combat Wrestling è una federazione di wrestling italiana.
Si tratta della federazione più estrema del panorama italiano e tra le federazioni italiane attive da più tempo.
Il presidente della Total Combat Wrestling è Jacopo Galvani, noto giornalista sportivo. 
Viene assistito in questo ruolo da Dario Ferraro e Mario De Rose.
La sede principale si trova a Milano, ma ne presenta altre a: Rapallo Genova e Varese.
La federazione possiede due poli d'allenamento che svolgono il ruolo di territori di sviluppo, si possono trovare a Milano e a Rapallo. 
Svolge i suoi show più importanti mensilmente presso l'Elyon Club in via Sesia 10 a Rozzano (MI).

## Storia

### La fondazione e i primi successi (2006-2009)
La Total Combat Wrestling prende forma nell'ottobre del 2006. Jacopo Galvani, decide di fondare una nuova realtà italiana dopo l'esperienza in Frontier Championship Wrestling (FCW).
L'importante progetto viene abbracciato da vari wrestler provenienti da differenti realtà del suolo italiano. Un forte nucleo vede wrestler che abbandonano la FCW in seguito ad alcune divergenze d'opinioni con il direttivo. Altri si aggiunsero provenienti dalla Italian Championship Wrestling (ICW) e dalla Xtreme Italian Wrestling (XIW).
Degna di nota è l'aggiunta della leggenda del wrestling italiano, Il Marchese, la sua aggiunta porta nella neonata federazione il suo polo d'allenamento con sede a Varese.
Il wrestler aveva appena conquistato l'International Title nella federazione della leggenda mondiale Dory Funk Jr., diventando il primo italiano a vincere un titolo negli Stati Uniti con residenza in Italia, oltre a essere il primo italiano a conquistare un titolo negli Stati Uniti d'America in 30 anni.
L'annuncio ufficiale della nascita della TCW avviene il 6 ottobre del 2006 dove vengono rivelati anche i primi wrestler che fanno parte del progetto: Break Bones, Low-G, Soldier, Outsider, Tony Plex, Kyo Kazama, Silver Arrow, Stampede e Axel Fury. Viene inoltre lanciato il sito internet.
Il 21 ottobre viene ufficializzato il primo polo ad Ancona e il 17 novembre a Imola.
Il 13 novembre Il Marchese diventa ufficialmente un Ribelle con il suo polo di Varese che si sposta a Bollate, (MI) e nei giorni successivi gli accordi con Soul Cage, uscito dal ritiro, e Pain, oltre all'annuncio di wrestler provenienti dal polo de Il Marchese come Fucking Crazy, Violet, Dark Warrior e Marieddu.
Il 23 dicembre del 2006 si svolge il primo incontro pubblico della TCW, quando Il Marchese sconfigge la sua alieva Violet.
L'evento di debutto si svolge il 24 febbraio 2007 a Caravate (VA). In questa occasione vengono assegnati i titoli TCW Title e TCW Extreme. 
Il main event mette subito in evidenza l'impronta estrema della federazione, con un Extreme Match tra Break Bones e Low G.
Mentre nello show successivo, nel primo Ladder Match italiano, viene assegnato il titolo TCW Revolution.
Durante l'estate del 2007 sono ben tre i wrestler della TCW che combattono negli Stati Uniti, presso la NWA: Carolina: Break Bones, Low G e Tyler Blaze.
Il 6 ottobre, si svolge il primo evento di beneficenza della federazione, a Desio (MI). Per l'occasione anche i TCW Tag Team Titles vengono assegnati.
Il 29 marzo 2008 si svolge la prima edizione della Rebels Rumble, una Royal Rumble in cui i membri del roster si affrontano per ottenere una title shot. Un appuntamento fisso per la TCW.
L'anno prosegue con vari innesti provenienti da altre federazioni italiane e toccando differenti regioni, dalla Lombardia all'Emilia-Romagna, toccando anche il Veneto.
L'ultimo show dell'anno vede un evento speciale con la presenza di differenti ospiti stranieri e wrestler da altre realtà italiane.
Anche nel 2009 la federazione prosegue a toccare regioni mai toccate prima, come la Puglia, e a portare sia wrestler stranieri che atleti provenienti da tutta Europa, come Emil Sitoci e Rob Raw.
In seguito a differenti divergenze la federazione si prende una pausa dopo l'estate del 2009 per apportare un nuovo assetto alla sua organizzazione.

### La breve pausa e il ritorno sulle scene (2009-2011)
La TCW decide di rimanere fuori dalle scene per quasi un anno, durante il quale si assiste a un ricambio generazionale degli atleti e un riassetto societario.
La compagnia continua a preparare i suoi atleti presso il polo di Milano gestito da Il Marchese. Viene inoltre rinnovato il sito internet, lanciata la pagina Facebook e il TCW Title viene reso vacante il 2 agosto 2009 e in seguito ritirato; Mentre i TCW Tag Team Titles sono ufficialmente resi vacanti il 27 febbraio 2010.
Nel 2010 si svolgono due show in provincia di Milano e di Varese per permettere alle nuove leve di prepararsi al meglio al ritorno sulle scene della compagnia. I due eventi sono un successo e forniscono la spinta necessaria per una rinascita.
Lo show del 17 luglio 2010 a Santo Stefano Ticino, (MI) vede sia differenti ritorni, come quello di Martini (fermo da tre anni per infortunio), che debutti. Marieddu conquista il TCW Revolution Title per la prima volta in carriera, sconfiggendo Dave Rage dopo che il General Manager, Pietro Mazzara, aveva reso vacante il titolo detenuto del suo ex compagno di tag, Fucking Crazy.

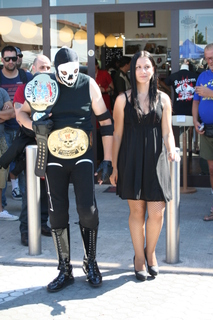
Death Mask, campione TCW Rebel e TCW Extreme, con la sua manager Lilith.

Il 20 agosto invece a Viconago, (VA) il TCW Revolution Title viene difeso in un Ladder Match contro Il Marchese; mentre Brutus difende il TCW Extreme Title in un Hardcore Match contro Break Bones che finisce per no contest. Si svolge anche il primo Buried Alive Match della storia europea tra Death Mask e Martini.
Il 2011 vede il ritorno a pieno ritmo della federazione. La nuova fase della TCW ha inizio con un nuovo titolo, durante lo show "Battaglia Reale" svoltosi a Cuasso Al Piano (VA) il 12 marzo, viene assegnato nell'edizione 2011 della Rebels Rumble il TCW Rebel Title, conquistato da Death Mask. 
Nel corso di questo evento debuttano dei nuovi protagonisti, come Black Orpheus o Il Cappellaio Matto, e tornano alcuni atleti provenienti dalla WWP emiliana come Red Scorpion ed Eight Wonder Paul. Nei mesi successivi debuttano altri atleti che avevano lasciato differenti realtà italiane, come Bako dalla torinese IWS e Requiem dalla bergamasca UIW.
I feud principali in questa fase vedono coinvolti il neo-campione Death Mask, la manager Lilith e il suo ex assistito Break Bones. 
Durante lo show di inizio anno Lilith ordina al suo associato di abbandonare il match valevole per il titolo, permettendo quindi a Death Mask di conquistare la cintura. Il rapporto tra i due viene compresso ulteriormente quando, nell'edizione 2011 de "Il Buono, Il Brutto e Il Cattivo" svolto a Casal Fiumanese, (BO) il 22 maggio, un nuovo ordine della manager costa questa volta a Break Bones di conquistare anche il TCW Extreme Title detenuto da Brutus, vinto da Death Mask che lo sostituisce nel match. Lilith riceve a questo punto una Chokeslam dal suo ex compagno.
A Santo Stefano Ticino, (MI) Break Bones si allea al suo storico rivale Brutus, affrontando e sconfiggendo la coppia composta da Death Mask e il debuttante Requiem.
Il secondo feud principale ruota attorno al TCW Revolution Title. A "Il Buono, Il Brutto e Il Cattivo 2011" il campione Marieddu cade sotto i duri colpi de Il Marchese. All'interno del feud, nello show svoltosi a Santo Stefano Ticino il 9 luglio, si inserisce il debuttante Bako. In un Triple Threat Match il wrestler torinese viene schienato da Marieddu che riesce a riconquistare la cintura.
La TCW debutta anche all'interno del contesto dei festival musicali, partecipando al festival metal Rock Inn Somma il 16 luglio.
Il 1º agosto 2011 viene ufficialmente annunciato che la TCW debutterà in una location fissa, la nuova TCW Arena a Varese, presso il Dardodromo un noto locale della città.

### La TCW Arena e Bersaglio Wrestling (2011-2012)
Il 22 ottobre 2011 apre ufficialmente la TCW Arena. Per l'occasione dei 5 anni di attività della Total Combat Wrestling si esibisce il wrestler giapponese Makoto Morimitsu. L'evento vede il debutto di uno dei protagonisti della federazione negli anni successivi, Extreme Panther, oltre a un Triple Threat Match per il TCW Revolution Title dove Marieddu riesce a mantenere il titolo contro Il Marchese e Bako. In un Last Man Standing Match Break Bones sconfigge Brutus gettandolo su un tavolo infuocato ottenendo una title shot per il TCW Rebel Title detenuto da Death Mask.

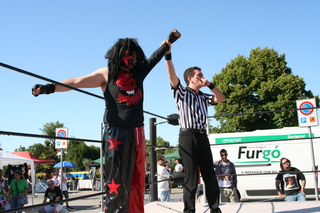
Break Bones il nuovo TCW Rebel e TCW Extreme Champion.

Il secondo appuntamento alla TCW Arena è il 19 novembre, in questo evento nasce la stable de I Rinnegati, che sarà parte delle storyline principali al Dardodromo fino alla sua chiusura. Durante un tag team match Black Orpheus tradisce il suo compagno Mefisto e si unisce a Il Marchese, Il Cappelaio Matto e La Contessa. I quattro intervengono anche nel match valevole per il TCW Revolution Title tra Marieddu e Bako, attaccando il campione, sottolineando l'ingresso anche del wrestler torinese nel gruppo. Durante il main event valevole per il TCW Rebel Title e per il TCW Extreme Title il nuovo gruppo assale Break Bones, sancendo la loro alleanza con Death Mask e Lilith, l'intervento de I Ribelli, Brutus ed Extreme Panther, permette all'ex assistito di Lilith di conquistare i titoli.
L'evento natalizio della TCW si svolge il 10 dicembre, ci sono dei graditi ritorni, come Violent Joe, oltre ad alcuni debutti, come la leggenda dei ring italiani Bulldozer. I Rinnegati sembrano portarsi a casa importanti vittorie, Bako conquista il TCW Revolution Title, Black Orpheus ha la meglio sul suo ex amico Mefisto. Il match per il numero 1 contender tra Brutus e Death Mask finisce in rissa per l'intervento della stable heel ma l'arrivo di Break Bones, Violent Joe e Bulldozer trasforma l'incontro in un match a squadre dove Brutus riesce a strappare la maschera a Death Mask rubandogliela.
Il 2012 si apre con l'apparizione di alcuni wrestler nel programma 55 Sport, programma sportivo di Rete 55 e al programma "Happy Hour" di RadioNews Varese.
Inoltre viene annunciata la presenza del rapper Bodhi per lo show del 21 gennaio.
L'edizione 2012 della Rebels Rumble viene vinta da Extreme Panther che decide di sfruttare la title shot per il TCW Revolution Title. Durante l'evento "Pronti Alla Rissa 2012", entrano ne I Rinnegati anche Requiem e JT9. Bako difende il titolo contro Brutus, mentre Break Bones vince solo per squalifica contro Il Marchese. Black Orpheus si porta a casa un'altra vittoria contro il suo nemico, Mefisto, in un Tag Team Match con Requiem e Marieddu.
Durante l'evento ritornano in TCW Hulkolo, ora con i panni di Red Tail, e Martini, oltre ai debutti di El Gordo, Scandalo! e il nuovo General Manager, Johnny Puttini dalla ICW, che si schiera subito con I Rinnegati.
A partire dal 7 febbraio viene messo in onda per la prima volta, con cadenza settimanale, il WebShow della federazione, "TCW Bersaglio Wrestling", ospitato da Radioluna, emittente radio sul Web. Le puntate vengono messe in onda il martedì alle ore 20.00 con una replica il sabato alle 15.00.
Il 3 marzo va in scena "Il Buono, Il Brutto e Il Cattivo", Scandalo! debutta in un Single Match sconfiggendo il rientrante Pain, dopo che Extreme Panther era stato assalito da I Rinnegati; mentre prosegue il feud tra I Rinnegati e I Ribelli. Marieddu sconfigge Requiem, il team composto da Break Bones e Bulldozer hanno la meglio contro Black Orpheus e Il Cappellaio Matto; nel main event il TCW Revolution Champion Bako, mantiene il titolo contro Brutus, grazie all'intervento di Maschera Di Morte, l'ex Death Mask con una maschera.
Altri grandi debutti avvengono il 31 marzo a "Operazione Drago". L'ex wrestler ICW, Il Drago, svolge il ruolo di Special Guest Referee nel match per i TCW Rebel e TCW Extreme Title tra il campione Break Bones e Il Marchese, mettendo KO lo sfidante permettendo quindi al wrestler mascherato di mantenere i titoli.
Continua il lungo feud tra le due stable, Extreme Panther ha la meglio sul suo rivale Il Cappellaio Matto; la coppia di Bulldozer e Martini sconfigge i nuovi ingressi ne I Rinnegati, El Gordo ed Eight Wonder Paul; Bako e Maschera di Morte hanno la meglio su Marieddu e Brutus; in un Triple Threat Match Mefisto sconfigge il suo rivale Black Orpheus e il suo amico-nemico Scandalo!.
Durante il match tra Violent Joe e JT9, finito in no contest per l'intervento della stable, si assiste al debutto dell'ex wrestler ICW Darkness e del suo manager, Frank Basilico. Johnny Puttini annuncia inoltre il ritorno dei TCW Tag Team Titles, che saranno assegnati in un torneo.
Il torneo prende ufficialmente inizio il 28 aprile a "Doppio Impatto", durante i quarti di finale passano I Demoni Del Rock'n Roll (Mefisto & Scandalo!), I Rinnegati (Maschera Di Morte & Eight Wonder Paul), Violent Joe & Darkness con Frank Basilico e I Rinnegati (Black Orpheus & Bako). Inoltre su ordine del General Manager Extreme Panther deve difendere la sua shot conquistata alla Rebels Rumble contro il suo amico Brutus, riuscendoci.
Le semi finali hanno luogo a "La Notte Dei Ribelli" il 26 maggio, dove I Demoni Del Rock'n Roll e I Rinnegati (Black Orpheus & Bako) accedono alla finale. Sempre all'evento riparte il feud tra Marieddu e Il Marchese, in un Triple Threat Match che coinvolge anche Il Cappellaio Matto, con vittoria di Marieddu. Prende il via anche un feud tra Extreme Panther e JT9, tramite un 2 out of 3 Falls Match che vede vincitore il mascherato con 2 pin a 1.
Il 27 giugno si conclude la prima stagione di TCW Bersaglio Wrestling per la pausa estiva.
Il 7 luglio anche gli eventi dal vivo della compagnia si prendono una pausa, durante "La Notte Dei Ribelli" vengono assegnati i TCW Tag Team Titles, ma prima, il General Manager a interim, Il Follo, decide che Bako e Black Orpheus dovranno sostenere altri due match in singolo. Marieddu sconfigge Black Orpheus, mentre Darkness ha la meglio su Bako. Nonostante questo il duo de I Rinnegati sconfigge I Demoni Del Rock'n Roll conquistando le cinture.
Durante l'estate viene annunciata l'apertura di due nuovi poli, uno a Reggio Emilia, gestito da Eight Wonder Paul e a Genova, gestito da Darkness.
Il 12 settembre viene annunciato che Bako lascia il wrestling per motivi personali, viene ufficializzata la data di inizio della seconda stagione di TCW Bersaglio Wrestling, il 2 ottobre e la collaborazione con l'associazione benefica "La Caramella Buona ONLUS".
Il 29 settembre va in scena "C'era Una Volta il Wrestling" per festeggiare i sei anni della federazione. Il Follo e Johnny Puttini si affrontano, il primo sceglie come suo rappresentante Marieddu, il secondo Il Marchese, il vincitore sarà il General Manager della TCW e il direttore di TCW Bersaglio Wrestling, grazie alle interferenze è Puttini a conquistare entrambe le cariche.
Maschera Di Morte riconquista il suo vecchio nome e maschera sconfiggendo in un Hardcore Match Brutus; mentre per la Freebird Rule Il Marchese diventa TCW Tag Team Champion con Black Orpheus e quest'ultimo diventa il nuovo TCW Revolution Champion, difendendo la cintura appena conquistata dall'assalto di Extreme Panther che sfrutta la sua title shot.
Break Bones difende il TCW Extreme Title in una Battle Royal contro tutti I Rinnegati e il General Manager sancisce un match contro di lui per il TCW Rebel Title che conquista grazie ai suoi ragazzi che stendono a terra il campion.
A ottobre viene ritardato l'inizio della seconda stagione di Bersaglio Wrestling per disguidi tecnici, ma viene annunciato anche il debutto di un nuovo programma "Parlando Di Wrestling", un talk show incentrato sulla TCW e non solo.
Prima dell'evento "Risoluzione Estrema 2012" viene annunciata la cessazione dei rapporti della federazione con RadioLuna TV (i programmi annunciati avrebbero dovuto essere trasmessi su JAL TV, affiliato alla testata giornalistica sportiva JAL SPORT, senza che questo vada in porto), inoltre Johnny Puttini, Il Drago, Eight Wonder Paul e Il Follo vengono licenziati dalla federazione e chiusi i rapporti con il polo di Reggio Emilia, da questo scisma nascerà la WIVA Wrestling.
Il 27 ottobre si assite a una nuova fase per la federazione. Debuttano dei nuovi nomi come Skorpio e Alex G. (l'ex Cappelaio Matto), Black Orpheus difende il TCW Revolution Title contro Pain ed Extreme Panther e Il Marchese, diventato TCW Rebel Champion per la Freebird Rule, viene sconfitto da Darkness; mentre Frank Basilico assume il ruolo di General Manager.
Viene annunciata la presenza per il 1º dicembre del wrestler canadese Joe E. Legend.
Il 1º dicembre va in scena "La Leggenda Dei Ribelli", oltre a Legend che in coppia con Darkness sconfigge JT9 e Death Mask c'è anche la presenza degli atleti svizzeri Cash Crash, Jay Cruise e Layla Rose. Durante l'evento ritorna in TCW Black Ice, che affronta Extreme Panther, e Marieddu si ritira dal wrestling per gli infortuni patiti durante gli anni.
Si svolge inoltre un Hardcore Match per il TCW Revolution Title tra Black Orpheus e Scandalo! che si conclude per no contest, dopo l'intervento di Break Bones che mette entrambi i contendenti KO.
Si tratta dell'ultimo evento al Dardodromo, il locale si vede costretto a chiudere e la TCW non ha più una TCW Arena.

### IL'invasione della Liguria e il ritorno a Varese (2013-2014)
Questa nuova fase della TCW inizia a Mozzate, (CO) il 26 gennaio con l'annuale edizione della Rebels Rumble vinta sia da Extreme Panther che da Black Ice, i due infatti toccano il suolo nello stesso momento. JT9 riesce a sconfiggere il suo rivale Extreme Panther e I Demoni Del Rock'n Roll conquistano i TCW Tag Team Titles dalle mani de Il Marchese & Death Mask. Questa sconfitte sancisce la fine de I Rinnegati come stable.
I wrestler Mefisto e Black Orpheus prendono parte al programma "Metal Karaoke" gestito da DJ Ariele su VirusTV.
La TCW debutta a Genova l'8 giugno nell'ambito di Fight Games 2013. In questa occasione debuttano alcuni nomi provenienti dal polo di Genova oltre al debutto di Purple Deestroyer e al ritiro di Violent Joe.
Il 6 luglio la federazione ritorna a Viconago, (VA), dopo il grande evento del 2011. In questa occasione debutta Carlo Birra, nato come fan della Total Combat Wrestling e ora uno degli atleti di punta. Vengono difesi tutti i titoli, Pain, davanti al suo pubblico di casa, conquista il TCW Extreme Title battendo Break Bones, Skorpio e Brutus in un Fatal-4 Way Match; I Demoni battono Purple Destroyer & Dr. Yama mantenendo i TCW Tag Team Titles, dopo di questo Break Bones attacca Scandalo!; Extreme Panther sfrutta la title shot e sconfigge Black Orpheus conquistando il TCW Revolution Title e Darkness vince una battle royal.
Il 20 luglio la federazione debutta a Zoagli per "La Notte Dei Ribelli", in questa occasione prosegue il feud per i titoli tag, Il Marchese sconfigge Mefisto grazie all'interferenza di Purple Destroyer; il debuttante Big Marcus sconfigge Skorpio; in un match valevole sia per il TCW Rebel e il TCW Revolution Title Extreme Panther sconfigge Darkness e vince anche il titolo. Alla fine del match l'ex campione si ritira dal wrestling e dichiara di chiamarsi Marco Conti, in un match di tributo affronta e sconfigge il suo ex-manager Frank Basilico.
La parte finale dell'anno vede la TCW esibirsi a Borzonasca, (GE). Il 7 settembre proseguono i feud dell'annata e di nuovi prendono vita, Mefisto sconfigge Purple Destroyer che viene poi portato via da Marco Conti, il quale annuncia che da adesso è un suo protetto con il nome di Darkness II e colpiscono in sincrono l'ex compagno di Purple, Dr. Yama, che sarà sconfitto da Scandalo!. Skorpio porta a casa una vittoria contro Marcus.
Nel Main Event Extreme Panther difende entrambi i suoi titoli contro il wrestler olandese Kenzo Richards, per la prima volta in Italia.
Il 12 ottobre a "C'era Una Volta Il Wrestling" debutta l'ex ICW Daniele Raco che viene assalito da Brutus e salvato da Carlo Birra, i due danno vita a un match che vede quest'ultimo vincitore. Brutus attaccherà anche i partecipanti al match per il TCW Extreme Title, Pain, Big Marcus e Skorpio, dichiarandosi l'unico wrestler hardcore della federazione.
Il duo composto da Darkness e Darkness II sconfigge I Demoni e conquistano i TCW Tag Team Titles. Il rientrante Black Ice vuole la title shot conquistata durante la Rebels Rumble, dopo averla difesa in una Battle Royal affronterà Extreme Panther uscendone sconfitto.
L'ultimo evento dell'annata il 21 dicembre vede Il Marchese sconfiggere Carlo Birra grazie all'interferenza di Brutus e il primo match tra Scandalo! e Black Ice, con vincitore il primo. Inoltre Brutus riconquista il TCW Extreme Title contro Pain e Skorpio.
Nel gennaio del 2014 inizia un nuovo Webshow sul canale YouTube della federazione, TCW Rewind, lo show prosegue per sette puntate.
Il 19 marzo viene ufficializzato che la TCW ha una nuova TCW Arena, di nuovo a Varese. Si tratta de iSoliti.kom a Gazzada Schianno.
Il 1º aprile viene rilasciato il video della canzone "Girl Next Door" del duo DJ Pellusje, con protagonisti i wrestler TCW Carlo Birra, Mefisto ed Extreme Panther.
Il 12 aprile con "A Volte Ritornano" la TCW debutta nella nuova arena. Si assiste al debutto di Antonino Bellavita che viene sconfitto da Monsterchef (l'ex Big Marcus), mentre Brutus e Carlo Birra mettono da parte i dissapori quando Birra aiuta l'ex rivale a difendere il TCW Extreme Title contro Death Mask che lo aveva attaccato prima durante la serata.
Black Ice conquista il TCW Revolution Title sconfiggendo Extreme Panther; mentre i TCW Tag Team Titles cambiano per due volte mano, prima Darkness, dopo aver allontanato Darkness II, viene sconfitto in un Handicap Match da Black Orpheus & Dr. Yama, poi I Demoni Del Rock'n Roll conquistano i titoli dai nuovi campioni.
Il 17 maggio a "Senza Esclusione Di Colpi" nasce una nuova stable, Il Culto Della Luce. Il Marchese, il leader, dice di essere rinato creando una setta i cui membri sono La Contessa, Death Mask, Evil e Cerbero. Il gruppo chiude Skorpio in un sacco per cadaveri e lo fa sparire. Dopo il match per il TCW Rebel Title tra Extreme Panther e Death Mask sembrano voler attaccare il campione, ma vengono fermati dal loro leader.
Nell'evento Monsterchef sconfigge ancora Antonino Bellavita e Carlo Birra & Brutus formano I Birra Brothers.
Il 21 giugno la Total Combat Wrestling debutta nel Lazio a Carpineto Romano, (Roma). Per l'occasione si svolge un torneo, Cuore Ribelle, vinto da Extreme Panther.
Il 7 luglio alla TCW Arena si svolge "Un Ring Di Birra". Daniele Raco chiede di poter lottare e affronta come Kombat Komedian il TCW Revolution Champion Black Ice, venendo sconfitto. Brutus, grazie all'aiuto dell'amico Carlo Birra, riesce a sconfiggere Black Orpheus; Il Marchese sconfigge Carlo Birra e la coppia di Dr. Yama & Death Mask sconfigge I Demoni conquistando i TCW Tag Team Titles.
Il 20 luglio Carlo Birra e Mefisto lottano in Spagna per il CIL, in un Three-Way Dance contro Ricky Barcelò, per il Trofeo Internazionale del CIL. 
Mentre il 24 agosto Extreme Panther lotta in Portogallo per la CTW.
Il 5 settembre Mefisto annuncia tramite Facebook il suo ritiro dal wrestling lottato e vengono chiusi i rapporti con il polo di Genova.
Il 27 settembre, dopo la pausa estiva, la TCW torna in azione a Gazzada Schianno con "C'era Una Volta Il Wrestling". In un Bash Of The Best Elimination Match Il Marchese conquista il TCW Rebel Title, sconfiggendo Extreme Panther, Break Bones, Kombat Komedian e Antonino Bellavita.
Per la Freebird Rule, il TCW Tag Team Champion è Skorpio al posto di Dr. Yama con Death Mask.
A "La Notte Dell'Incubo", il 1º novembre, I Birra Brothers diventano primi contendenti al TCW Tag Team Titles e si conclude la rivalità tra Monsterchef e Bellavita, con la vittoria del cuoco.
Scandalo! conquista il TCW Revolution Title ai danni di Black Ice, in un match hardcore che ha visto l'ex campione finire su un tavolo ricoperto di neon.
Dopo mesi in cui il suo ruolo da General Manager era messo in prova, il presidente Jacopo Galvani licenzia Frank Basilico e nomina al suo posto Daniele Raco.
Questo è l'ultimo evento a cui prende parte Extreme Panther che lascia la federazione.
Il 13 dicembre si svolge l'ultimo evento a iSoliti.kom. In questa occasione in uno speciale Triple Threat Hardcore sono in palio sia il titolo TCW Extreme che il titolo TCW Revolution. Scandalo! sconfigge Brutus e Black Ice e diventa detentore di entrambe le corone.
Il rientrante Darkness II vince una Battle Royal vincendo una title shot al TCW Rebel Title detenuto dal suo leader, i due si affrontano nella serata venendo sconfitto. Nello stesso match il General Manager, eliminando Frank Basilico intendo a pulire il ring, lo aveva eliminato dichiarandosi vincitore della contesa, la sera stessa anche Kombat Komedian affronta Il Marchese, venendo sconfitto.
Skorpio e Carlo Birra proseguono la rivalità attorno al titolo di coppia con una vittoria del primo.

### La nuova TCW Arena a Milano (2015-oggi)
Il 15 febbraio 2015 la TCW torna in azione a Castiglione Olona, (VA). Per l'occasione è presente il wrestler spagnolo Ricky Barcelò proveniente dal CIL, il mese prima è il TCW Rebel Champion, Il Marchese, a lottare in Spagna.
In questa occasione si apre la collaborazione con la WIVA Wrestling. Horus l'Assoluto affronta ed è sconfitto da Carlo Birra, Monsterchef batte Tritolo e Gli Stalloni Italiani (Turbo & Saetta) sconfiggono per squalifica i TCW Tag Team Champions Skorpio & Death Mask.
Nel Main Event Il Marchese difende il titolo contro Barcelò e Break Bones conquista l'edizione 2015 della Rebels Rumble.
Il 1º aprile viene annunciato che la Total Combat Wrestling ha una nuova TCW Arena a Rozzano, (MI) in via Sesia 10 presso l'Elyon Club e viene aperto il nuovo polo a Rapallo, (GE).
Allo show di debutto I Rinnegati mantengono i titoli di coppia contro Gli Stalloni Italiani; Kombat Komedian forma un nuovo tag con il suo nuovo mentore, Black Ice, chiamato Black Komedians.
Il Marchese sconfigge Break Bones che sfrutta la title shot conquistata per il TCW Rebel Title.
Inizia una sanguinosa rivalità tra Scandalo! e Darkness II attorno ai titoli TCW Extreme e TCW Revolution, nella prima contesa è il campione a vincere.
Nello show successivo il 10 maggio parte la collaborazione con la UIW. Carlo Birra sconfigge Joker e Stige Mask mentre Il Marchese difende il titolo contro Apollo. Il Last Man Standing Match tra Darkness II e ScandalO! finisce in No Contest e diventa il match più estremo della storia italiana.
Nel periodo estivo partono altre collaborazioni. Il 30 e il 31 maggio la TCW partecipa alla prima edizione di Rock Inn Comix a Somma Lombardo, (VA). Oltre a quella con la federazione inglese T2W e con il locale Legend di Milano.
Il 6 giugno l'atleta inglese Richy D-Light conquista, con l'aiuto di Darkness II, il TCW Extreme Title dalle mani di Scandalo!.
Nella seconda serata organizzata al Legend debuttano gli atleti UIW Caronte e Nacho Ispanico.
Il 5 luglio la federazione svolge il primo show a Rapallo, con il debutto di Sami Grayson allievo di Violent Joe.

## Titoli e riconoscimenti

### Campioni attuali
| Titolo                      | Campione/i Attuale/i                   | Vinto il         | Evento                | Campione/i Uscente/i                      |
| --------------------------- | -------------------------------------- | ---------------- | --------------------- | ----------------------------------------- |
| TCW Rebel Championship      | Rocco Gioiello                         | 23 maggio 2021   | Custom Mazzate        | Mefisto                                   |
| TCW Extreme Championship    | Fenice Rossa                           | 17 febbraio 2019 | Scalata per la gloria | Black Ice                                 |
| TCW Revolution Championship | Jacob                                  | 14 dicembre 2019 | Botte sotto l'albero  | Rocco Gioiello                            |
| TCW Tag Team Championship   | TCW Originals (Marieddu & Il Marchese) | 6 maggio 2018    | Duri A Morire         | AperiTeam (Carlo Birra & Claudio Campari) |

### Altri riconoscimenti
| Riconoscimento       | Vincitore       | Vinto il       |
| -------------------- | --------------- | -------------- |
| Trofeo Cuore Ribelle | Claudio Campari | 30 giugno 2018 |

### Tornei
Sono differenti i tornei che si sono svolti in TCW. Alcuni per assegnare delle cinture rimaste vacanti, altri per il ruolo di numero 1 contender e altri ancora per occasioni speciali. Come il trofeo Cuore Ribelle, assegnato in occasione di un evento benefico.

### Titoli non più in uso
- TCW Title (2007/2009)

## Roster
La TCW ha un roster composto sia da veterani dei ring italiani come Pain e Break Bones che da giovani leve, come Rocco Gioiello e Didò.
Riunisce wrestler provenienti da tre regioni diverse: Lombardia, Emilia-Romagna e Lazio.
Inoltre ha una serie di collaborazioni con altre federazioni con cui spesso scambia wrestler. Come l'inglese NFW (New Force Wrestling). Nel settembre 2017 Rocco Gioiello ha difeso il TCW Revolution Title in un evento della NFW e nell'aprile 2018 Alexander Roth ha difeso l'NFW Title, prima difesa assoluta del titolo.

### Ospiti internazionali
Nel corso dei suoi dieci anni di storia la TCW ha potuto vantare una lunga serie di ospiti internazionali, provenienti dall'Europa e da altri continenti.
| Ring name        | Provenienza |
| ---------------- | ----------- |
| Alexander Roth   | Inghilterra |
| Audrey Bride     | Ungheria    |
| Cash Crash       | Svizzera    |
| Damien Jorge     | Inghilterra |
| Daniel Masters   | Inghilterra |
| Emil Sitoci      | Paesi Bassi |
| Geist Enigma     | Norvegia    |
| Heimo Ukonselka  | Finlandia   |
| Humungus         | Austria     |
| Jay Cruise       | Svizzera    |
| Joe E. Legend    | Canada      |
| Kenzo Richards   | Paesi Bassi |
| Laura Di Matteo  | Inghilterra |
| Layla Rose       | Svizzera    |
| Makoto Morimitsu | Giappone    |
| Martin Pain      | Austria     |
| Matt Cross       | USA         |
| Psychotic Badger | Spagna      |
| Richy D-Light    | Inghilterra |
| Ricky Barcelò    | Spagna      |
| Rob Raw          | Belgio      |

### Vecchie glorie
Nella storia della TCW sono stati molti i wrestler che erano parte del roster oltre a differenti ospiti internazionali che hanno preso parte a differenti eventi della compagnia. Sia chi si è ritirato dal mondo del wrestling e chi ha lasciato la Total Combat Wrestling.
In questa sezione si trovano anche gli ex manager.
| Ring name             | Note                                               |
| --------------------- | -------------------------------------------------- |
| Ace                   |                                                    |
| Alan Smith            |                                                    |
| Alex G.               | Noto come Il Cappellaio Matto e Alessio The Rookie |
| Axel Fury             |                                                    |
| B.G. High             |                                                    |
| Baron Blitzkierg      |                                                    |
| Bako                  |                                                    |
| Beach                 | Manager                                            |
| Black Orpheus         | inizialmente come Orpheus                          |
| Brutus                |                                                    |
| Bulldozer             |                                                    |
| Crazy Histeria        |                                                    |
| Crazy Tiger           |                                                    |
| Dalila                | Manager                                            |
| Darkness              |                                                    |
| Dave Rage             | Noto in precedenza come Sir Exodus                 |
| Il Drago              |                                                    |
| Dr. Yama              |                                                    |
| Eight Wonder Paul     | Noto anche come Maxy Boy                           |
| Eiji Takeshi          |                                                    |
| El Bestia             |                                                    |
| El Gordo              |                                                    |
| Electra Bones         | Manager                                            |
| Enrico Fernandez      |                                                    |
| Eric Okami            |                                                    |
| Enigma                |                                                    |
| Extreme Panther       | Noto anche come Steve                              |
| Evil                  |                                                    |
| Fenriz                |                                                    |
| Flavio Dimar          |                                                    |
| Fucking Crazy         |                                                    |
| Furia Gialla          |                                                    |
| Grizzly Steve         |                                                    |
| Hard Rock             |                                                    |
| Hacked Snake          |                                                    |
| Horus l'Assoluto      |                                                    |
| Hunter Novak          | Noto anche come TJ Novak                           |
| Il Manteca            |                                                    |
| Iceman                |                                                    |
| Joaquin Vega Gallardo |                                                    |
| Johnny Puttini        | General Manager                                    |
| JT9                   | Anche noto come J-Five                             |
| Kaio                  |                                                    |
| Kid Kazama            |                                                    |
| Kyo Kazama            | Anche come Great V                                 |
| La Crux               |                                                    |
| Lilith                | Manager                                            |
| Little Thunder        |                                                    |
| Leviathan             |                                                    |
| Low G                 |                                                    |
| Mandrake              |                                                    |
| Marieddu              |                                                    |
| Martini               |                                                    |
| Mike Derbyshire       |                                                    |
| Mortimer              |                                                    |
| Neil Carson           |                                                    |
| Nick Machete          |                                                    |
| Nicky Wave            | Noto anche come Nicholas Edward Wave               |
| Ochimaru              |                                                    |
| Onisk                 | Manager                                            |
| Ottavio Leone         |                                                    |
| Outsider              | Manager                                            |
| Paolo Battaglin       |                                                    |
| Pedro Gomez           | Noto anche come Dark Warrior                       |
| Pietro Mazzara        | General Manager                                    |
| Pregevole             |                                                    |
| Ramon                 |                                                    |
| Red Devil             |                                                    |
| Red Scorpion          |                                                    |
| Red Tail              | Noto anche come Hulkolo                            |
| Reiko Itsune          |                                                    |
| Requiem               |                                                    |
| Saetta                |                                                    |
| Terry Idol            |                                                    |
| Tritolo               |                                                    |
| Tony Plex             |                                                    |
| Turbo                 |                                                    |
| Tyler Blaze           |                                                    |
| Tyson Damien          |                                                    |
| L'Uragano             |                                                    |
| Valentine             |                                                    |
| Veleno                |                                                    |
| Violent Joe           |                                                    |
| Violet                |                                                    |
| Xavier Stiff Danger   |                                                    |